# Henrik Larsen (Fußballspieler, 1966)
Henrik „Store“ Larsen (* 17. Mai 1966 in Lyngby) ist ein dänischer Fußballtrainer und ehemaliger Nationalspieler. Mit der dänischen Nationalmannschaft wurde er 1992 Europameister und war mit drei Treffern einer der vier besten Torschützen des Turniers.

## Vereinskarriere
Larsens Karriere begann in der Jugendmannschaft des Taarbæk IF in seiner Heimatgemeinde Lyngby-Taarbæk nördlich von Kopenhagen. Aufgrund seiner Größe von 1,88 m und seines Gewichtes von 90 kg hatte er schon früh den Spitznamen Store Larsen, „Großer Larsen“, erhalten. Er beherzigte allzeit die Lebensregel, nach der harte Arbeit der Weg zum Erfolg ist. Von Anfang 1985 bis 1990 spielte Larsen beim dänischen Erstligisten Lyngby BK, mit dem er 1985 und 1990 Pokalsieger wurde. Anschließend wechselte Larsen in die höchste Spielklasse Italiens zur AC Pisa. Nach dem Abstieg Pisas stockte seine Karriere etwas, da die Italiener ihn nicht freigeben wollten. Er kehrte leihweise zurück nach Lyngby, für die er rechtzeitig die Spielberechtigung erhielt, um im Jahr der Europameisterschaft erstmals dänischer Meister zu werden. Zudem belegte Larsen bei der Wahl zu Europas Fußballer des Jahres 1992 den 13. Rang. 1993 spielte Larson eine Zeit lang bei leihweise Aston Villa in der englischen Premier League, ehe er zur Saison 1993/94 vom deutschen Zweitligisten SV Waldhof Mannheim ausgeliehen wurde. Larsen absolvierte 33 Spiele und erzielte fünf Tore und kehrte nach der Saison zu seinem Heimatverein zurück. Dort blieb er bis 1996, als er Lyngby nach 267 Spielen und 36 Torerfolgen zum FC Kopenhagen verließ. Hier spielte er noch bis 1999; nach seiner aktiven Zeit wurde Larsen beim FC Kopenhagen Assistenztrainer von Kim Brink.

## Nationalmannschaft
Nachdem Larsen schon in diversen Jugendmannschaften des dänischen Verbandes gespielt hatte, machte er 1988 vier Spiele in der dänischen U-21-Mannschaft. Sein Debüt in der A-Nationalmannschaft gab er, ebenso wie Johnny Mølby, Bent „Turbo“ Christensen und Hans Erfurt, am 8. Februar 1989 unter Josef Piontek bei einem Freundschaftsturnier in Malta gegen das Team der Gastgeber. Larsen spielte von Beginn an und erzielte in der 82. Minute den Treffer zum 2:0-Endstand. 17 Einsätze in Rot-Weiß ohne Torerfolg folgten bis zur EM-Endrunde 1992. In Schweden traf er in der Vorrunde beim 2:1 gegen Frankreich; im Halbfinale gegen die Niederlande erzielte er beim 2:2 sogar beide Tore und verwandelte auch den ersten Strafstoß im anschließenden Elfmeterschießen. Damit hatte er einen großen Anteil daran, dass der „Ersatzteilnehmer“ der EM Europameister wurde.
Auch bei der EM 1996 in England gehörte Larsen, obwohl er 21 Monate nicht in der Nationalelf gespielt hatte, zum dänischen Kader. In der Vorbereitung hatte er im April 1996 allerdings sein einziges B-Länderspiel absolviert; beim 3:0 gegen Schottland erzielte er die ersten beiden Treffer und trug nach der Halbzeitpause die Kapitänsbinde. Dänemark kam bei der EM über die Gruppenphase nicht hinaus, so dass das 3:0 gegen die Türkei, gegen die Larsen zur zweiten Halbzeit eingewechselt wurde, sein letztes von 39 Spielen mit insgesamt fünf Treffern für Danish Dynamite war.

## Trainer
Nach seiner einjährigen Assistenzzeit beim FC Kopenhagen trat Larsen 2000 sein erstes Cheftraineramt beim unterklassigen Ølstykke Fodbold Club an. Zwei Jahre später wurde er Nachfolger von Allan Simonsen als Trainer der färöischen Nationalmannschaft, die er bis 2005 betreute. Von 2006 bis 2008 war er Trainer von Køge Boldklub, zur Saison 2008/09 übernahm er als Verantwortlicher dieses Amt bei dem Verein, für den er jahrelang als Spieler tätig gewesen war: Lyngby BK. Nach einer kurzen Zwischenstation 2009 als Co-Trainer des Randers FC kehrte Larsen erneut von 2010 bis 2015 zu Lyngby zurück, diesmal als Co-Trainer.